# 第二十一屆十大中文金曲得獎名單
第二十一屆十大中文金曲得獎名單

## 十大中文金曲
- 《甲乙丙丁》（主唱：許志安 / 張學友 / 鄭中基 作曲：雷頌德 填詞：厲曼婷）
- 《情誡》（主唱：王菲 作曲：Adrian Chan 填詞：林夕）
- 《唱這歌》（主唱：郭富城 作曲：譚國政 填詞：小美）
- 《二人行，一日後》（主唱：許志安 作曲：雷頌德 填詞：林夕）
- 《天下無雙》（主唱：陳奕迅 作曲：柳重言 填詞：林振強）
- 《越吻越傷心》（主唱：蘇永康 作曲：吳國敬 填詞：林夕）
- 《我這樣愛你》（主唱：黎明 作曲：Choi Sun Wo 填詞：林夕）[1]
- 《親密關係》（主唱：鄭秀文 作曲：吳國敬 填詞：黃偉文）
- 《你是我的女人》（主唱：劉德華 作曲：Kenny G / T.K.Chan / Walter Afanasieff 填詞：劉德華）
- 《頭髮亂了》（主唱：張學友 作曲：Park Jin Young 填詞：黃偉文）

## 最佳中文（流行）歌曲獎
- 《越吻越傷心》 (吳國敬)

## 最佳中文（流行）歌詞獎
- 《天下無雙》 (林振強)

## 十大優秀流行歌手大獎
- 蘇永康　劉德華　鄭秀文　黎明　郭富城　張惠妹　許志安　陳慧琳　張學友　王菲

## 最有前途新人獎
- 金獎：何嘉莉
- 銀獎：葉佩雯
- 銅獎：迪克牛仔

| 最有前途新人獎候選名單 | 最有前途新人獎候選名單 | 最有前途新人獎候選名單 | 最有前途新人獎候選名單 | 最有前途新人獎候選名單 |
| ---------------------- | ---------------------- | ---------------------- | ---------------------- | ---------------------- |
| 吳佩慈                 | 盧巧音                 | 葉佩雯                 | 徐懷鈺                 | 何嘉莉                 |
| 陳綺貞                 | 吳啟華                 | 張震嶽                 | 劉愷威                 | 阿牛                   |
| 熊天平                 | 迪克牛仔               | 異人問津館             | 共13個單位             | 共13個單位             |

## 最佳原創歌曲獎
- 《陪你飛》（鄭伊健）

## 最佳改編歌曲獎
- 《心太軟》（陳慧琳）

## 優秀國語歌曲獎
- 金獎：《笨小孩》（劉德華）
- 銀獎：《牽手》（張惠妹）
- 銅獎：《對面的女孩看過來》（阿牛）

## 全年最高銷量歌手大獎
- 劉德華　鄭秀文　黎明　郭富城　張學友

## 全年最高銷量冠軍歌手大獎
- 張學友

## 飛躍大獎
- 男歌手
  - 金獎：蘇永康
  - 銀獎：陳奕迅
  - 銅獎：謝霆鋒
- 女歌手
  - 金獎：張惠妹
  - 銀獎：楊千嬅
  - 銅獎：梁詠琪

| 候選名單 | 候選名單 | 候選名單 | 候選名單 | 候選名單 |
| -------- | -------- | -------- | -------- | -------- |
| 陳奕迅   | 謝霆鋒   | 鄭中基   | 蘇永康   | 羅嘉良   |
| 陳慧琳   | 李玟     | 張惠妹   | 梁詠琪   | 楊千嬅   |

## 全球華人至尊金曲
- 《越吻越傷心》（蘇永康）

## 全球華人最受歡迎歌手獎
- 男：郭富城
- 女：王菲

## 四台聯頒獎項
- 傳媒大獎
  - 歌手：劉德華
  - 作曲：吳國敬
  - 作詞：林夕

## 金針獎
- 梅艷芳